# Adieu jeunesse (film, 1961)
Pour plus de détails, voir Fiche technique et Distribution.
Adieu jeunesse (Rozstanie) est un film polonais réalisé par Wojciech Has, sorti en 1961.

## Fiche technique
- Titre original : Rozstanie
- Titre français : Adieu jeunesse
- Réalisation : Wojciech Has
- Scénario : Jadwiga Żylińska
- Direction artistique : Jerzy Skarżyński
- Décors : Leonard Mokicz
- Costumes : Jerzy Skarżyński
- Photographie : Stefan Matyjaszkiewicz
- Montage : Zofia Dwornik
- Musique : Lucjan Kaszycki
- Pays d'origine : Pologne
- Format : Noir et blanc - 35 mm - Mono
- Genre : drame
- Durée : 72 minutes
- Date de sortie :
  - Pologne : 23 mars 1961

## Distribution
- Lidia Wysocka : Magdalena
- Władysław Kowalski : Olek Nowak
- Gustaw Holoubek : Oskar Rennert
- Irena Netto : Wiktoria Budkowa
- Adam Pawlikowski : Zbik
- Danuta Krawczynska : Iwonka